# Strongylosoma trifasciatum
Strongylosoma trifasciatum är en mångfotingart som beskrevs av Filippo Silvestri 1895. Strongylosoma trifasciatum ingår i släktet Strongylosoma och familjen orangeridubbelfotingar. Inga underarter finns listade i Catalogue of Life.